# Henry Wilson
Henry Wilson (nacido como Jeremiah Jones Colbath; Farmington, 16 de febrero de 1812-Washington D. C., 22 de noviembre de 1875) fue un político estadounidense miembro del Partido Republicano. Fue vicepresidente de los Estados Unidos desde 1873 hasta su muerte en 1875 bajo el mandato del presidente Ulysses S. Grant.
Después de la Guerra Civil, apoyó el programa republicano radical para la Reconstrucción. En las elecciones de 1872, Wilson fue elegido vicepresidente como compañero de fórmula del presidente en funciones Ulysses S. Grant, que se postulaba para un segundo mandato. La candidatura de Grant y Wilson tuvo éxito, y Wilson juramentó como vicepresidente el 4 de marzo de 1873. La efectividad de Wilson como vicepresidente fue limitada después de sufrir un derrame cerebral debilitante en mayo del mismo año, y su salud continuó deteriorándose hasta que fue víctima de un derrame cerebral fatal mientras trabajaba en el Capitolio de los Estados Unidos a fines de 1875.
Como vicepresidente, los años de experiencia de Wilson en el Senado le permitieron desempeñarse como un presidente "altamente eficiente y aceptable". Durante su mandato emitió un voto de desempate, a favor de aprobar la Ley de Derechos Civiles de 1875. Después de su muerte, la vicepresidencia permaneció vacante hasta el 4 de marzo de 1877.
A lo largo de su carrera, Wilson fue conocido por defender causas impopulares, incluidos los derechos de los trabajadores tanto para negros como para blancos y la abolición de la esclavitud. Sin embargo, la reputación de Wilson de integridad personal y política de principios se vio algo dañada al final de su carrera en el Senado por su participación en el escándalo de Crédit Mobilier.
| Predecesor: Schuyler Colfax | Vicepresidente de los Estados Unidos 1873 - 1875 | Sucesor: William A. Wheeler |

- Datos: Q313302
- Multimedia: Henry Wilson / Q313302